# Ardem Patapoutian
Ardem Patapoutian (armeniska: Արտեմ Փաթափութեան), född 2 oktober 1967 i Beirut i Libanon, är en amerikansk molekylärbiolog och neurovetenskapare av armenisk härkomst. Han är forskare på Scripps Research i La Jolla i Kalifornien i USA. 
Ardem Patapoutian studerade på American University of Beirut innan han emigrerade till USA 1986. Han avlade 1990 kandidatexamen i biologi på University of California, Los Angeles och disputerade i biologi på California Institute of Technology 1996. Han blev 2000 biträdande professor vid Scripps Research Institute.
Han fick Kavlipriset i neurovetenskap 2020, samt – tillsammans med David Julius – Nobelpriset i fysiologi eller medicin 2021 för sina upptäckter av receptorer för temperatur och beröring.